# 光ケーブル
光ケーブル（ひかりケーブル、英: Optical fiber Cable）、または光ファイバーケーブルは光ファイバー（光ファイバー心線、光ファイバーコード）にシースと呼ばれる保護被覆を施したケーブルの事である。

## 特徴
これまで情報通信用に使われてきたメタル線（銅線）と比べ、以下の特徴がある。

### 利点
- 電磁誘導ノイズの影響を受けない。
- 伝送損失が非常に小さい。
- 高速かつ長距離の伝送が可能である。
- 回線数に対しケーブルが細いため、同一の太さの管路により多くの回線を収容可能。

### 弱点
- 折り曲げに弱い（特にガラス製光ファイバの場合）。
  - 近年は宅内用などで折り曲げに比較的強いケーブルも現れているが、メタル線には依然劣る。
- 接続の際にゴミが入ると信号が大きく乱れるため、接続時には基本的に接点部の清掃が必要。
- 大電力を送ることが難しい。（その代わり光給電技術（英語版）は長距離の送電に優れる）

## 種類
- ルースバッファ・ケーブル
- タイトバッファ・ケーブル

## テープ芯
一般に電気通信事業者が使用する光ケーブルは、複数本の光ファイバを1本の光ケーブルに束ねているものが多い。一方で光ファイバの接続を行う場合は、1本ずつ接続するよりは、あらかじめ複数本の光ファイバをパッケージとしてまとめて接続する方が作業効率が向上する。このパッケージとして、現在は複数の光ファイバを平たく並べてテープ状に整形したものが使用されることが多く、これを通称「テープ芯」と呼ぶ。
実際にはテープ芯にもいろいろ種類があるが、一般には2本の光ファイバを1つのテープにまとめた「2芯テープ芯」と、4本の光ファイバを同じくまとめた「4芯テープ芯」が多く使われている。

### 間欠接着型光ファイバテープ
長手方向について、パッケージを構成する複数本の光ファイバを間欠的に接着するようにしたテープ芯。曲げやねじりなどの外力に対し、従来のテープ芯に比べて柔軟に変形することが可能である。
スロットレスケーブルと間欠接着型光ファイバテープを組み合わせた光ケーブルは、スロットケーブルと従来のテープ芯を組み合わせた光ケーブルに比べ、同一断面積で2倍前後の本数の光ファイバを収容することが可能である。

## カラーコーディング
光ファイバーケーブルの一般的な色は黄色、オレンジ、水色で、それぞれ異なる種類の光ファイバーを表しています。黄色は通常、長距離伝送に適したシングルモード光ファイバーに使用され、オレンジは短距離伝送に適した従来のマルチモード光ファイバーに使用され、水色は高速伝送をサポートするレーザー最適化マルチモード光ファイバーを表します。カラーコーディングは光ファイバーの迅速な識別と管理に役立ち、効率的かつ正確なネットワークの設置と保守を保証します。

## 接続
光ケーブルの接続方法は、大きく分けて「融着」と「コネクタ接続」の2種類に分けられる。

### 融着
ガラス製の光ファイバは、原料の性質上ファイバの先端部を一定の温度以上に熱することで融解するため、接続させたい光ファイバの先端部同士を熱して融解状態になったところを接着することで接続することが可能である。このような接続方法を「融着（ゆうちゃく）」と呼ぶ。1975年に電電公社（現NTT）基礎研の土屋治彦と畠山巌らが放電加熱を熱源とした基礎技術を開拓し、光ファイバーの実用化部門である同茨城研究所と線路メーカーに技術移転を行い実用化されたものである。高速伝送が可能となるシングルモード光ファイバーは光を導波するコア径が10ミクロン以下で、この光ファイバーシステムは接続がネックで実用化が難しいと考えられていた。ところが土屋たちは1977年に光ファイバーを過熱することにより表面張力が発生し光ファイバー同士が自動的に微細な軸合わせが行われるセルフアライメント現象を発見し、シングルモード光ファイバーの低損失接続技術を実現した。これによりシングルモードファイバーシステムの実用化が可能となった。現在の融着接続装置はより安定に放電する高周波放電技術を用いており、これら技術は全世界で使われている。
融着はコネクタ接続と比べて「接続部の信号減衰が少ない」「接続に必要なスペースが少ない」「経年変化がない」というメリットがあるが、一方で「一度接続してしまうと簡単に切り離すことができない」「接続部のケーブルの被覆を取り除くためその部分が衝撃に弱くなる」といった問題点がある。そのため基本的には、一度接続したらほとんど接続先を変更することのないような場所（電柱上、共同溝内など）での接続（ケーブルの延長・分岐等）に使われる。また外部からの衝撃による影響を防ぐため、接続部分は通常端子函（メカニカルクロージャ）や成端箱（せいたんばこ）等に収められる。

### コネクタ接続
一方で光ケーブル同士をコネクタで接続する場合もある。こちらは構内ケーブルなど、比較的ネットワーク構成を変更する頻度が高い場所で使われることが多い。光コネクタ形状や先端の研磨方法にもいくつか種類があり、接続時にはそれらの種類が一致している必要がある。
- コネクタ形状による分類
  - FC型 - 単芯コネクタ。コネクタ形状は丸。
  - ST型 - 単芯コネクタ。コネクタ形状は丸。
  - SC型 - 単芯コネクタ。コネクタ形状は四角。
  - MU型 - 単芯・2芯コネクタ。コネクタ形状は四角。複数のコネクタをパッケージ化するのが容易なのが特徴。
  - LC型 - 単芯・2芯コネクタ。コネクタ形状は四角。SFPトランシーバで採用されている。
  - MT-RJ型
  - MT型 - 2本のガイドピンで位置合わせを行い、4芯や8芯のテープ芯をそのまま接続できるようにしたもの。多芯化が進んでいる。
- 光ファイバの先端（研磨）形状による分類
  - PC研磨 - 光ファイバのクラッド部同士を接触させやすいように、先端部を凸形の球状に研磨した形。PCは「Physical Contact」の略。
  - SPC/UPC/AdPC研磨 - いずれも形状はPC研磨と同じだが、研磨精度を上げたり、研磨時に発生する「加工変質層」を除去したりすることで、接続面での反射減衰を抑えた方式。
  - APC研磨 - 研磨面をわざと斜めにすることで反射減衰を抑えた方式。APCは「Angled PC」の略。

## 用途
主に通信会社の幹線や企業への高速通信回線（ATMなど）の引込み線として使われてきたが、FTTHの進展により、個人宅へも光ファイバーが引かれる事が普通となった。電気通信と比較して信号の減衰が少なく、速度も稼ぎやすいため、ブロードバンド通信の本命とされている。
照明やインテリアとしても使われることがあるが、医療用のファイバースコープや、光を信号として扱う情報通信分野で利用される。
- テレビの放送回線=NTT中継回線
  - NHKはアナログ放送・デジタル放送ともにすべて光ファイバーによりデジタル回線化されている。
  - 民放局のデジタル放送はすでにデジタル回線化されており、アナログ放送も全国回線は2006年6月5日にデジタル回線に移行した。北海道内民放各局の基幹局向けの回線（道内回線）は2007年にすべてデジタル回線に移行された（北海道総合通信網が敷設する回線を使用）。
- 通信回線
- オルゴールなどの小物インテリアのイルミネーション
- 住宅などの太陽光を利用した屋内調光
- オーディオケーブル（S/PDIFなど）
- 医療用ファイバースコープ
- 要救助者探査用ファイバースコープ
- 機械内部調査・配管内探査用ファイバースコープ
- その他各種ファイバースコープ
- 光センサーの光源用（1つの光源を複数のセンサーの光源に分配する）